# Пахтакор-2
ФК «Пахтакор-2» Ташкент (узб. «Paxtakor-2» futbol klubi) — узбецький футбольний клуб з міста Ташкент. Фарм-клуб Пахтакору.

## Історія
ФК «Пахтакор-2» заснований 2012 року як фарм-клуб головної команди ташкентського «Пахтакора». Відтоді команда бере участь у Першій лізі чемпіонату Узбекистану та Кубку Узбекистану. 3 квітня 2012 року клуб було перейменовано в Пахтакор-2 Чиланзар.
24 липня 2012 року головний тренер Пахтакору-2 Нумон Хасанов покинув свій пост та був представлений як головний тренер молодіжної команди Пахтакору. Новим головним тренером Пахтакор-2 Чиланзару став Ільхом Мумінджонов, який до цього займав аналогічну посаду в НБУ Азія.
В 2014 році клуб повернувся до старої назви «Пахтакор-2». В сезоні 2014 року він посів 9-те місце. Зараз клуб виступає у Першій лізі чемпіонату Узбекистану.

## Головні тренери
| Тренер             | Період   |
| ------------------ | -------- |
| Нумон Хасанов      | 2012     |
| Ільхом Мумінджонов | 2012-т.ч |